# Stanisław Grotkowski
Stanisław Grotkowski herbu Ogończyk odmienny (ur. w 1510 roku – zm. w 1573 roku) – kanonik kapituły katedralnej gnieźnieńskiej w 1562 roku, kanonik krakowski i sandomierski w 1560 roku, oficjał krakowski.
Syn Zacheusza i Doroty Dziebakowskiej.
Pochowany w  katedrze wawelskiej.